# XAI
X.AI Corp. (xAI) — американская технологическая компания, развивающая информационную инфраструктуру искусственного интеллекта и разрабатывающая генеративный чат-бот на основе искусственного интеллекта Grok, с марте 2025 года в составе холдинга xAI Holdings (объединяющего X Corp. и xAI).
По словам Илона Маска, цель компании — «понять истинную природу Вселенной». Основное инженерное ядро компании состоит из выходцев таких высокотехнологичных компаний, как: OpenAI, Google DeepMind, Google Research, Microsoft Research, Tesla и Twitter. Дэн Хендрикс, исполнительный директор Центра безопасности искусственного интеллекта, также является одним из советников.

## История
В 2015 году Илон Маск стал соучредителем и сопредседателем некоммерческой организации по исследованию искусственного интеллекта. Маск планировал инвестировать до $1 млрд в OpenAI, но ушёл из совета директоров в 2018 году из-за разногласий по вопросам безопасности ИИ.
9 марта 2023 года началось формирование компании xAI, основанной Илоном Маском в качестве стартапа в Неваде и с тех пор располагается в районе залива Сан-Франциско в Калифорнии. Игорь Бабушкин, ранее работавший в подразделении DeepMind корпорации Google, был приглашён Маском на должность главного инженера.
В апреле 2023 года газета Financial Times сообщила, что Маск планирует запустить стартап в области искусственного интеллекта. Он приобрёл у компании Nvidia тысячи графических процессоров H100 для создания большой языковой модели.
Кроме того, Маск заявил в интервью Такеру Карлсону, что он хотел основать нечто, что он назвал «TruthGPT», из-за своих опасений, что нынешние компании, занимающиеся искусственным интеллектом, обучают системы быть «политкорректными».
Маск официально объявил о создании xAI 12 июля 2023 года. Он связал дату (7 + 12 + 23 = 42) с книгой «Автостопом по галактике» Дугласа Адамса, где суперкомпьютер, выполняющий миссию, направленную на «понимание вселенной», в результате расчётов приходит к выводу, что ответ на главный вопрос жизни — 42.
В ноябре 2024 года стало известно, что компания открыла новый центр обработки данных в теннессийском Мемфисе (США) в здании площадью более 7000 м², и всего за три месяца в партнёрстве с компаниями Dell, AMD, Nvidia и Supermicro собрала суперкомпьютер Colossus, который включает массив из 100 тыс. ускорителей искусственного интеллекта Nvidia H100 с архитектурой Hopper, и по данному критерию на конец 2024 года это крупнейший суперкомпьютер в мире. Он используется для обучения моделей ИИ для чат-бота с генеративным искусственным интеллектом Grok.
Также в ноябре 2024 года стало известно, что xAI запустит собственную «ИИ-студию-разработки»
В ближайшие месяцы, в сжатые сроки xAI рассчитывает удвоить количество установленных в суперкомпьютере Colossus ускорителей Nvidia H100 и H200 с архитектурой Hopper до 200 тыс. штук.
Так же целью компании является к лету 2025 года нарастить количество используемых ускорителей до 300 тыс. единиц, причём, в дальнейшей модернизации планируется задействовать ускорители c новейший архитектурой Nvidia Blackwell B200.
А конечной целью предполагается расширить мощности этого центра обработки данных, так, чтобы в общей сложности этот ЦОД насчитывал около 1 млн ИИ-ускорителей.
Но на конец 2024 года местные корпорации Tennessee Valley Authority (TVA) и Memphis Light, Gas & Water (MLGW) с большим трудом выделили мощности для этого ЦОДа только в 150 МВт электроэнергии, что позволит запустить одновременно почти все 100 тыс. ИИ-ускорителей, но не больше. И чтобы удовлетворить возрастающие потребности в электроэнергии, такие крупные технологические компании, как Amazon, Google, Microsoft и Oracle теперь вместе со строительством нового крупного ЦОДа также строят ещё и собственные местные подстанции и даже электростанции, чаще всего использующие альтернативные источники энергии, к чему неизбежно при расширении своего ЦОДа придётся прибегнуть и компании xAI.
В марте 2025 года был создан конгломерат — холдинговая компания xAI Holdings, которая теперь управляет социальной сетью X и компанией xAI — разработчиком чат-бота Grok.
В июле 2025 года xAI приобрела бывшую газовую электростанцию Duke Energy в Саутхейвене (Southaven, Миссисипи), неподалёку от нового дата-центра в Мефисе (Теннесси). Площадка находится на Стентон-роуд (Stanton Road) в штате Миссисипи, на расстоянии около 10 км от Тулейн-роуд (Tulane Road), где xAI намерена возвести ЦОД площадью более 90 тыс. м2, который станет частью уже действующего суперкомпьютера Colossus.
И в июле 2025 года также стало известно, что в первом ЦОД xAI Colossus уже работает 230 тысяч GBU, 30 тысяч из которых — новые NVIDIA GB200. И в ближайшие недели начнётся ввод в строй первой очереди второго ЦОДа Colossus 2 на 550 тысяч GB200 и GB300. Также Илон Маск рассказал, что в ближайшие пять лет xAI планирует нарастить свои вычислительные мощности до эквивалента в 50 миллионов чипов NVIDIA H100.

## Проект Grok
В ноябре 2023 года специалисты xAI представили чат-бот Grok, который связан с заблокированной в России соцсетью X (Twitter). Сообщалось, что у сервиса Grok есть, по сути, неограниченный доступ к данным сайта микроблогов, обмен информацией происходит в режиме реального времени, что, по словам специалистов отрасли, даёт новой программе «фундаментальное преимущество» перед конкурентами. Кроме того, у чат-бота есть «бунтарская жилка», а отвечать на вопросы он будет «с каплей остроумия», заявили в xAI.
Весной 2024 года xAI запустили версию Grok-1 и Grok-1.5, в августе 2024 года был запущен Grok 2. Независимые эксперты поставили Grok-2 в пятёрку лучших чат-ботов в мире наряду с ChatGPT и Gemini.
В июле 2024 года Илон Маск сообщил, что вариант Grok 3 будет обучен на 100 000 процессорах Nvidia H100 (Grok 2 требовал около 20 000 таких процессоров). Обучение Grok 3 может потребовать инвестиций в $3 — $4 млрд.
В начале 2025 года Илон Макс заявил, что 18 февраля 2025 года представит «самый умный искусственный интеллект на Земле» — Grok 3. Создатели проекта утверждают, что этот продукт отличается от аналогов отсутствием цензуры и обеспечивает доступ к актуальной информации в реальном времени.
И в апреле 2025 года xAI открыла Grok 3 для разработчиков. xAI предлагает две версии своей модели Grok 3: стандартную и «рассуждающую» под названием Grok 3 Mini.
Добавлена функция «памяти» в Grok. Она позволяет чат-боту запоминать детали прошлых разговоров с пользователем. Grok сможет выдавать более персонализированные ответы — например, при запросе рекомендаций — если ранее успел «изучить» интересы собеседника.
28 мая 2025 года Павел Дуров сообщил, что Telegram и xAI договорились о партнёрстве на год. Сотрудничество предусматривает распространение чат-бота Grok среди пользователей мессенджера.
В июле 2025 года Илон Маск анонсировал создание приложения Baby Grok с адаптированным для детей контентом.
И в июле 2025 года xAI также анонсировала новую функцию Imagine для своего чат-бота на основе искусственного интеллекта Grok, позволяющая пользователям создавать 6-секундные видеоклипы, в том числе откровенного характера. А в начале августа генератор был запущен.

## Инвестиции
В декабре 2023 года компания xAI в своём заявлении для SEC (Комиссия по ценным бумагам и биржам) сообщила, что привлекла $134,7 млн инвестиций, хотя планировала собрать $1 млрд. Несмотря на это, позже Маск заявил, что xAI не ищет дополнительного финансирования.
В начале 2024 года Илон Маск и партнёры вели переговоры о привлечении инвестиций до $6 млрд от глобальных партнёров, писала британская Financial Times со ссылкой на свои источники. По словам собеседников газеты, стартап вёл переговоры с глобальными институтами по всему миру, в том числе на Ближнем Востоке, в Гонконге, Японии и Южной Корее. Bloomberg ранее писал, что xAI уже привлёк $500 млн. Тогда же источники агентства уточняли, что всего стартап планирует привлечь около $1 млрд. Макс назвал это сообщение Bloomberg фейком.
В мае 2024 года xAI привлёк $6 млрд в весеннем инвестраунде от таких фондов, как Andreessen Horowitz, Sequoia Capital, Valor Equity Partners. Эти средства компания планирует использовать для вывода на рынок новых цифровых продуктов и проведения исследований в области «технологий будущего». И тогда капитализация компании оценивалась в $24 млрд.
29 мая 2024 года венчурный фонд Кэти Вуд (Ark Venture Fund) обнародовал, что владеет 2 % акций в стартапе Илона Маска xAI. Также у фонда есть доля (4 %) в OpenAI, плюс они обладатели 5 % в портфеле компании Anthropic, она также занимается системами искусственного интеллекта. Аналитики рынка уверены, что к концу десятилетия самые успешные модели ИИ будут стоить триллионы долларов.
На конец 2024 года собственную капитализацию компания xAI оценивает в более чем 50 млрд $. Аналитики предполагают, что следующий раунд финансирования произойдёт в первом квартале 2025 года, что увеличит капитализацию xAI до 75 млрд $.
Стратегическими инвесторами компания xAI открыто называет корпорации AMD и Nvidia, которые помогают ей развивать вычислительную инфраструктуру. Среди институциональных инвесторов, вложившихся в капитал xAI, насчитывается более семидесяти компаний, и есть представители не только американской финансовой сферы, но и компании из Саудовской Аравии и Катара.
В мае 2025 года президентом США Дональдом Трампом были подписаны ряд соглашений с Саудовской Аравией о масштабных инвестициях в размере $600 млрд в Соединённые Штаты Америки. И в составе этого пакета соглашений компания из Саудовской Аравии DataVolt планирует инвестировать 20 млрд $ в центры обработки данных с искусственным интеллектом и энергетическую инфраструктуру в США консультируясь с Илоном Маском.
13 июля 2025 года стало известно, что принадлежащая Илону Маску SpaceX вложит в xAI $2 млрд. Инвестиции SpaceX являются частью программы xAI по привлечению акционерного капитала на $5 млрд.
Также стало известно, что акционеры компании Tesla скоро проголосуют по вопросу инвестирования в xAI, а чат-бот Grok, разработанный xAI, скоро появится в автомобилях Tesla.
В июле 2025 года стало известно, что несколько недель назад Илон Маск, предположительно, привлёк $10 млрд (в виде долговых обязательств на $5 млрд и в результате продажи акций холдинга xAI Holdings), после чего компания оценивает свою капитализацию в $200 млрд как минимум. И теперь он намерен вновь привлечь ещё $12 млрд кредитов на закупку ускорителей Nvidia для xAI и развития своего ИИ чат-бота Grok.